# Qualificazioni alla CONCACAF Gold Cup 1998
Sono elencate di seguito le date e i risultati per le qualificazioni al CONCACAF Gold Cup 1998.

## Formula
31 membri CONCACAF: 9 posti disponibili per la fase finale. Stati Uniti (come paese ospitante) e Brasile (in qualità di ospite della manifestazione, affiliata alla CONMEBOL) sono qualificati direttamente alla fase finale. Rimangono 30 squadre per otto posti disponibili per la fase finale. Le squadre e i posti disponibili sono suddivisi in tre zone di qualificazione: Nord America (2 posti), Centro America (4 posti), Caraibi (2 posti).
- Zona Nord America: 2 squadre, si qualificano di diritto alla fase finale.
- Zona Centro America: 7 squadre, partecipano alla Coppa delle nazioni UNCAF 1997, le prime tre classificate si qualificano alla fase finale.
- Zona Caraibi: 20 squadre, partecipano alla Coppa dei Caraibi 1996, la vincente si qualifica alla fase finale. 22 squadre, partecipano alla Coppa dei Caraibi 1997, la vincente si qualifica alla fase finale.

## Zona Nord America
Canada e Messico si qualificano di diritto alla fase finale.

## Zona Centro America
La Coppa delle nazioni UNCAF 1997 mette in palio la qualificazione al torneo: Costa Rica (prima classificata), Guatemala (seconda classificata), El Salvador (terza classificata) e Honduras (quarta classificata) si qualificano alla fase finale.

## Zona Caraibi
La Coppa dei Caraibi 1996 e la Coppa dei Caraibi 1997 mettono in palio la qualificazione al torneo: Trinidad e Tobago (vincente delle due edizioni) si qualifica alla fase finale. Un playoff tra Cuba (seconda classificata della Coppa dei Caraibi 1996) e Saint Kitts e Nevis (seconda classificata della Coppa dei Caraibi 1997) viene disputato per determinare la seconda squadra della zona Caraibi da qualificare alla fase finale.

### Playoff Zona Caraibi
| Basseterre 4 ottobre 1997 | Saint Kitts e Nevis | 0 – 2 | Cuba | Warner Park |

Cuba si qualifica alla fase finale.